# Louis Adamic
Louis Adamic, né à Blato le 23 mars 1898 et mort le 4 septembre 1951 dans le New Jersey, est un auteur et traducteur slovéno-américain.

## Biographie
Louis Adamic est né dans le château Praproče à Blato à côté de Grosuplje en Autriche-Hongrie, actuellement en Slovénie. Louis Adamic vient d'une famille paysanne. Il a suivi ses études dans les écoles locales et à Ljubljana, d'où il a été expulsé à quinze ans pour avoir participé aux manifestations d'étudiants contre les Autrichiens au pouvoir à ce moment-là.
En 1913, il émigre aux États-Unis et s'établit dans la communauté croate des pêcheurs de San Pedro en Californie. Il se fait naturaliser en 1918. Il travaille comme manœuvre, puis, pour le quotidien slovène Glas naroda (La Voix de la Nation). En tant que soldat américain, il participe au combat sur le front ouest pendant la Première Guerre mondiale. Après la guerre, il travaille comme journaliste et comme écrivain professionnel.
Tous les écrits d'Adamic sont basés sur son expérience professionnelle en Amérique et sa prime jeunesse en Slovénie. En 1934, parut The Native's Return (« Le retour de l'indigène ») écrit contre le régime serbe d'Alexandre Ier de Yougoslavie. Pour beaucoup d'Américains, ce livre fut le premier à leur faire découvrir les Balkans. Bien que perspicace à bien des points de vue, Adamic se trompa au moins sur une chose : il avait prédit que l'Amérique virerait à gauche et deviendrait socialiste.
Il a reçu le Guggenheim Fellowship en 1932. Pendant la Seconde Guerre mondiale, il soutient les partisans yougoslaves et la nouvelle République fédérale socialiste de Yougoslavie. Dès 1940, il travaille comme éditeur du magazine Common Ground. En 1949, il devient un membre correspondant de l’Académie slovène des sciences et des arts (SAZU).
De santé déficiente, il se donna la mort dans sa résidence à Milford (New Jersey), en 1951.
Selon la biographie de Rex Stout par McAleer (1978), Adamic fut à l’origine du fait que Stout fit de son détective privé fictif Nero Wolfe, un natif du Monténégro, qui appartenait à la Yougoslavie (avant cela, les origines de Wolfe étaient plutôt mystérieuses et floues). Stout et Adamic étaient amis et de fréquents alliés politiques, et Stout fit part à McAleer de ses doutes quant aux circonstances de la mort d’Adamic. En tout cas, cette affaire a inspiré Stout pour sa nouvelle The Black Mountain, dans laquelle Nero Wolfe retourne dans son pays d’origine pour tuer les assassins de son vieil ami.

## Œuvres
- Dynamite - The Story of Class Violence in America (1931)

Traduction : Dynamite ! : un siècle de violence de classe en Amérique, Sao Maï éditions, 2010
- Laughing in the Jungle - The Autobiography of an Immigrant in America (1932)
- The Native's Return - An American Immigrant Visits Yugoslavia and Discovers His Old Country (1934)
- Grandsons - A Story of American Lives (1935)
- Cradle of Life - The Story of One Man's Beginnings (1936)
- The House in Antigua (1937); My America (1938)
- Two-Way Passage (1941)
- Dinner at the White House (1946)
- The Eagle and the Root (1952)